# Ladkin-Gletscher
Der Ladkin-Gletscher ist ein rund 15 km langer und bis zu 2,25 km breiter Gletscher an der Lassiter-Küste im Osten des Palmerlands auf der Antarktischen Halbinsel. Er fließt in südwestlicher Richtung zum Mosby-Gletscher, den er östlich des Fenton-Gletschers erreicht.
Das UK Antarctic Place-Names Committee benannte ihn 2020 nach dem britischen Meteorologen Russell Scott Ladkin (* 1966) vom British Antarctic Survey, der 1990 und 1991 auf der Halley-Station überwinterte und von 2005 bis 2018 Ingenieur für die Instrumentierung luftunterstützter meteorologischer Datenerhebungen war.